# 光厳寺 (埼玉県松伏町)
光厳寺（こうごんじ）は、埼玉県北葛飾郡松伏町にある曹洞宗の寺院。

## 歴史
鎌倉時代、大河戸氏の開基である。大河戸氏は小山氏を出自とする鎌倉御家人で当地を所領としていた。当初の宗派は不明であるが、1533年（天文2年）に仏山祖直によって曹洞宗に転宗した。当寺歴代住職からは、後に曹洞宗総本山永平寺第45世貫首宝山湛海を輩出している。
当寺の境内には、「帰依仏塔」がある。埼玉県の史跡に指定されている。元朝の使者兼禅僧の一山一寧の筆で、板碑に篆書で「歸依佛」と刻まれている。

## 文化財
- 帰依仏塔（埼玉県指定史跡 昭和9年3月2日指定）[2]

## 交通アクセス
- 路線バス新川西停留所より徒歩16分。